# Kirill Troussov
Kirill Troussov (Leningrado, Unión Soviética, 7 de marzo de 1982) es un violinista alemán y profesor del violín con residencia en Múnich, Alemania.
Familia
Hermana: Alexandra Troussova
Hijo: Mattews Montaño

## Trayectoria
Kirill Troussov comenzó a tocar el violín a los cuatro años de edad y fue instruido por Irina Etigon en el Conservatorio de San Petersburgo.  En 1990, él y su familia se mudaron a Alemania, donde prosiguió sus estudios en la Musikhochschule Lübeck y Hochschule für Musik und Tanz Köln hasta 2005 bajo la guía del profesor Zajar Bron, con el que también estudió un año en la Escuela Superior de Música Reina Sofía de Madrid. Su Master of Arts (Meisterklassendiplom) lo obtuvo en la Hochschule für Musik und Theater München con Christoph Poppen. Sus mentores fueron, entre otros, Igor Oistrakh y Yehudi Menuhin.

## Vita
1990 debutó en Moscú con el Russisches Nationalorchester bajo la dirección de Arnold Katz, siguiendo actuaciones con la Staatskapelle Berlin, Gewandhausorchester Leipzig, Orchestre de Paris, Orchestre national de France, Orchestre de Montpellier, SWR Sinfonieorchester Baden-Baden und Freiburg, Münchner Philharmoniker y Bamberger Symphoniker tanto como con Russisches Nationalorchester y Orchestra del Maggio Musicale Fiorentino bajo la dirección de Neville Marriner, Daniele Gatti, Lawrence Foster, Jiří Bělohlávek, David Stern, Christoph Poppen, Vladimir Spivakov, Mikko Franck y Louis Langrée.
En su reciente trayectoria cabe destacar la actuación en BBC Proms, gira por Asia con la Verbier Festival Chamber Orchestra e interpretación solística del Concierto para violín No.1 de Béla Bartók y Música para violín y orquesta de Rudi Stephan sustituyendo a Gidon Kremer en el Théâtre des Champs-Élysées de Paris acompañado por Orchestre national de France, bajo la dirección de Daniele Gatti, que fue retransmitida en vivo por Radio France.
Como solista, músico de cámara y docente, Kirill Troussov actúa asiduamente en el Festival de Verbier, Menuhin Festival Gstaad, Schleswig-Holstein Musik Festival, Ludwigsburger Schlossfestspielen y la Kronberg Academy. Ha actuado, entre otros, en las siguientes salas de conciertos: Konzerthaus Berlin, Concertgebouw Ámsterdam, Palais des Beaux-Arts de Bruxelles, Théâtre du Châtelet, Théâtre des Champs-Elysées, Auditorium du Louvre, De Doelen en Róterdam así como en el Auditorio Nacional de Música de Madrid.
Troussov da regularmente clases magistrales de violín en todo el mundo - entre otros en Mozarteum Salzburg, European Music Institute Vienna, Vienna Master Classes, la Kronberg Academy de Fráncfort del Meno, China, Estados Unidos, Japón y Australia. 
Kirill Troussov es miembro de jurado en varios concursos internacionales, entre otros Schoenfeld International String Competition in China. 
A pesar de su trayectoria solistística es activo músico de cámara y colabora en varios proyectos camerísticos con renombrados artistas como Yuri Bashmet, Mischa Maisky, Heinrich Schiff, Frans Helmerson, Christian Zacharias, Sol Gabetta, Wang Yujia, Julian Rachlin, Daniel Hope, Natalia Gutman, Dmitri Sitkovetsky, Gautier Capuçon y Julien Quentin.

## Instrumentos
- 1997–2006 Antonio Stradivari Le Renyier del año 1727, puesto a disposición por el consorcio de lujo LVMH (Louis Vuitton Moët Hennessy)
- Desde el año 2006, Kirill Troussov toca el violín The Brodsky de Antonio Stradivari, con la que Adolph Brodsky estrenó el 4 de diciembre de 1881 el Concierto para violín de Piotr Ilich Chaikovski. El violín es un préstamo privado.

## Premios y condecoraciones
- 1993: Primer premio en la competición de violín internacional Oleg Kagan
- 1994: Primer premio del Internationaler Henryk Wieniawski-Violinwettbewerb
- 1994: Premio Davidoff del Schleswig-Holstein Musik Festival
- 1995: Reuter-Scholarship del Festival de Verbier
- 1998: Europäischer Kulturpreis Pro-Europa
- 2003: Yamaha premio de música

## Grabaciones
- 1994 N. Paganini Violinkonzert Nr. 1, Sinfonia Varsovia, Davidoff-Preis – Schleswig-Holstein Musik Festival
- 1999 Recital-CD con su hermana Alexandra Troussova, piano (EMI Classics, premiado por la revista Diapason con el Diapason d'Or, el Choc de la revista Le Monde de la Musique y un Recommandé de Classica.)
- 2003: Recital-CD con Alexandra Troussova, piano (Musica Numeris)
- 2011: Reinhard Schwarz-Schilling Violinkonzert con la Staatskapelle Weimar/José Serebrier (Naxos)
- 2014: CD (Farao Classics) – obras de Mendelssohn
- 2015: CD Memories (MDG) con Alexandra Troussova
- 2016: CD Emotions (MDG) con Alexandra Troussova

- Datos: Q1743457
- Multimedia: Kirill Troussov / Q1743457